# Abisara geza
Abisara geza é uma borboleta da família Riodinidae. Ela pode ser encontrada na Ásia. Foi descrita em 1904 por Fruhstorfer.

## Subespécies
- Abisara geza geza
- Abisara geza litavicus Fruhstorfer, 1912 (norte de Bornéu)
- Abisara geza niasana Fruhstorfer, 1904 (Nias)
- Abisara geza niya Fruhstorfer, 1914 (Península da Malásia, Singapura, Ilhas Riouw)
- Abisara geza erilda Fruhstorfer, 1914 (oeste e sul de Java)
- Abisara geza sura Bennett, 1950 (Sumatra)
- Abisara geza latifasciata Inoue & Kawazoe, 1964